# فلورينيل كومان
فلورينيل كومان (بالرومانية: Florinel Coman)‏ (10 أبريل 1998 ببرايلا في رومانيا - ) هو لاعب كرة قدم روماني في مركز الهجوم يلعب في نادي الغرافة القطري. شارك مع منتخب رومانيا تحت 17 سنة لكرة القدم ومنتخب رومانيا تحت 19 سنة لكرة القدم ومنتخب رومانيا تحت 21 سنة لكرة القدم. أما مع النوادي، فقد لعب مع نادي ستيوا بوخارست ونادي فيتورول كونستانتا.

## وصلات خارجية
- فلورينيل كومان على موقع الاتحاد الدولي (مؤرشف)  (الإنجليزية)
- فلورينيل كومان على موقع الاتحاد الأوربي (الإنجليزية)
- فلورينيل كومان على موقع قاعدة بيانات كرة القدم.إي يو (الإنجليزية)
- فلورينيل كومان على موقع ناشيونال فوتبول تيمز (الإنجليزية)
- فلورينيل كومان على موقع Soccerbase.com (لاعب) (الإنجليزية)
- فلورينيل كومان على موقع Soccerway.com (الإنجليزية)
- فلورينيل كومان على موقع عالم كرة القدم.نت (الإنجليزية)